# Prévessin-Moëns
Prévessin-Moëns település Franciaországban, Ain megyében. Lakosainak száma 9081 fő (2022. január 1.). Prévessin-Moëns Chevry, Ferney-Voltaire, Ornex, Saint-Genis-Pouilly, Ségny, Satigny és Meyrin községekkel határos.

## Népesség
A település népességének változása:
| Lakosok száma | 1509 | 3723 | 4261 | 6806 | 7560 | 8183 | 8233 | 8711 | 8948 | 9081 |
|               | 1975 | 1990 | 1999 | 2011 | 2013 | 2016 | 2017 | 2019 | 2020 | 2022 |